# Lou Hudson
Louis Clyde "Lou" Hudson (Greensboro, Carolina del Norte, 11 de julio de 1944-Atlanta, Georgia, 11 de abril de 2014) fue un jugador de baloncesto estadounidense que jugó durante 13 temporadas en la NBA. Con 1,96 metros de altura lo hacía en la posición de alero, aunque también era normal verlo jugar de base.

## Trayectoria deportiva

### Universidad
Jugó durante cuatro temporadas con los Gophers de la Universidad de Minnesota, en los que promedió 20,4 puntos y 8,9 rebotes por partido. Fue convocado con la Selección de baloncesto de Estados Unidos que participó en la Universiada de 1965 celebrada en Budapest (Hungría), donde ganaron el oro, siendo el máximo anotador de su equipo, con 17,3 puntos por encuentro.

### Profesional
Fue elegido en la cuarta posición del Draft de la NBA de 1966 por St. Louis Hawks, donde en su primera temporada, tras promediar 18,4 puntos y 4,4 rebotes, fue incluido en el mejor quinteto de rookies. En 1968 se traslada junto a su equipo a su nueva sede, Atlanta, donde jugaría 9 temporadas más, anotando 14.004 puntos (23,2 por partido), y promediando más de 20 puntos por noche durante 7 temporadas. Tiene el récord de más puntos anotados en un partido con los Hawks, con 57, empatado con Dominique Wilkins y Bob Pettit, conseguidos el 10 de noviembre de 1969 ante Chicago Bulls.
Tras 11 temporadas en los Hawks, fichó, ya con 33 años por Los Angeles Lakers, donde todavía jugaría un par de temporadas a un buen nivel. Se retiró al finalizar la temporada 1978-79. En el total de su carrera promedió 20,2 puntos, 4,4 rebotes y 2,7 asistencias por partido.

## Estadísticas de su carrera en la NBA

##### Temporada regular
| Año      | Equipo      | PJ  | PT | MPP  | %TC  | %3P | %TL  | RPP | APP | ROB | TPP | PPP  |
| -------- | ----------- | --- | -- | ---- | ---- | --- | ---- | --- | --- | --- | --- | ---- |
| 1966-67  | St. Louis   | 80  | –  | 30.6 | .467 | –   | .706 | 5.4 | 1.2 | –   | –   | 18.4 |
| 1967-68  | St. Louis   | 46  | –  | 21.0 | .454 | –   | .732 | 4.2 | 1.4 | –   | –   | 12.5 |
| 1968-69  | Atlanta     | 81  | –  | 35.4 | .492 | –   | .777 | 6.6 | 2.7 | –   | –   | 21.9 |
| 1969-70  | Atlanta     | 80  | –  | 38.6 | .531 | –   | .824 | 4.7 | 3.5 | –   | –   | 25.4 |
| 1970-71  | Atlanta     | 76  | –  | 41.0 | .484 | –   | .759 | 5.1 | 3.4 | –   | –   | 26.8 |
| 1971-72  | Atlanta     | 77  | –  | 39.5 | .503 | –   | .812 | 5.0 | 4.0 | –   | –   | 24.7 |
| 1972-73  | Atlanta     | 75  | –  | 40.4 | .477 | –   | .825 | 6.2 | 3.4 | –   | –   | 27.1 |
| 1973-74  | Atlanta     | 65  | –  | 39.8 | .500 | –   | .836 | 5.4 | 3.3 | 2.5 | 0.4 | 25.4 |
| 1974-75  | Atlanta     | 11  | –  | 34.5 | .431 | –   | .842 | 4.3 | 3.6 | 1.2 | 0.2 | 22.0 |
| 1975-76  | Atlanta     | 81  | –  | 31.6 | .472 | –   | .814 | 3.7 | 2.6 | 1.5 | 0.2 | 17.0 |
| 1976-77  | Atlanta     | 58  | –  | 30.1 | .456 | –   | .840 | 2.2 | 2.7 | 1.2 | 0.3 | 16.7 |
| 1977-78  | L.A. Lakers | 82  | –  | 27.8 | .497 | –   | .774 | 2.3 | 2.4 | 1.1 | 0.2 | 13.7 |
| 1978-79  | L.A. Lakers | 78  | –  | 21.6 | .517 | –   | .887 | 1.8 | 1.8 | 0.7 | 0.2 | 9.8  |
| Total    | Total       | 890 | –  | 33.5 | .489 | –   | .797 | 4.4 | 2.7 | 1.4 | 0.3 | 20.2 |
| All-Star | All-Star    | 6   | 3  | 16.5 | .426 | –   | .933 | 2.2 | 1.0 | 0.0 | 0.2 | 11.0 |

##### Playoffs
| Año   | Equipo      | PJ | PT | MPP  | %TC  | %3P | %TL   | RPP | APP | ROB | TPP | PPP  |
| ----- | ----------- | -- | -- | ---- | ---- | --- | ----- | --- | --- | --- | --- | ---- |
| 1967  | St. Louis   | 9  | –  | 35.2 | .430 | –   | .721  | 5.3 | 1.7 | –   | –   | 22.6 |
| 1968  | St. Louis   | 6  | –  | 30.2 | .444 | –   | .894  | 7.2 | 2.3 | –   | –   | 21.7 |
| 1969  | Atlanta     | 11 | –  | 38.5 | .468 | –   | .769  | 5.4 | 2.9 | –   | –   | 22.0 |
| 1970  | Atlanta     | 9  | –  | 40.0 | .417 | –   | .820  | 4.4 | 3.7 | –   | –   | 21.9 |
| 1971  | Atlanta     | 5  | –  | 42.6 | .454 | –   | .744  | 7.0 | 3.0 | –   | –   | 25.4 |
| 1972  | Atlanta     | 6  | –  | 44.3 | .453 | –   | .828  | 5.5 | 3.5 | –   | –   | 25.0 |
| 1973  | Atlanta     | 6  | –  | 42.5 | .458 | –   | .897  | 7.8 | 2.8 | –   | –   | 29.7 |
| 1978  | L.A. Lakers | 3  | –  | 31.0 | .368 | –   | .875  | 3.0 | 3.0 | 1.7 | 0.0 | 11.7 |
| 1979  | L.A. Lakers | 6  | –  | 15.0 | .531 | –   | 1.000 | 0.7 | 0.2 | 0.2 | 0.0 | 6.3  |
| Total | Total       | 61 | –  | 36.0 | .446 | –   | .804  | 5.2 | 2.7 | 0.7 | 0.0 | 21.3 |

## Logros personales
- Fue incluido en el Salón de la Fama del Deporte de Georgia (Georgia Sports Hall of Fame) en 2002.[3]
- Su camiseta con el número 23 fue retirada por los Atlanta Hawks como homenaje a su trayectoria.[4]

## Vida posterior
Vivió en Park City (Utah), donde disfrutaba entrenando equipos escolares y estaba metido de lleno en actos de caridad. En 1992 fue nombrado Ciudadano del Año de Park City.